# Palais Szeps
Le Palais Szeps est un palais urbain de Vienne situé 51 Liechtensteinstraße, dans l'arrondissement d'Alsergrund de Vienne. Il abrite l'Ambassade de Suède en Autriche.

## Histoire
Le palais a été construit par Ludwig Tischler en 1876/77 pour le compte de l'éditeur de journaux Moritz Szeps, qui était un confident du prince héritier Rudolf et éditeur du Neue Wiener Tagblatt depuis 1867. L'architecture est de style néo-Renaissance.
Le bâtiment est devenu propriété suédoise en 1928 et est le siège de l'ambassade de Suède en Autriche depuis 1960. De 2013 à 2015, il a été rénové et partiellement reconstruit. Il est classé monument historique depuis 2014 (Listeneintrag).

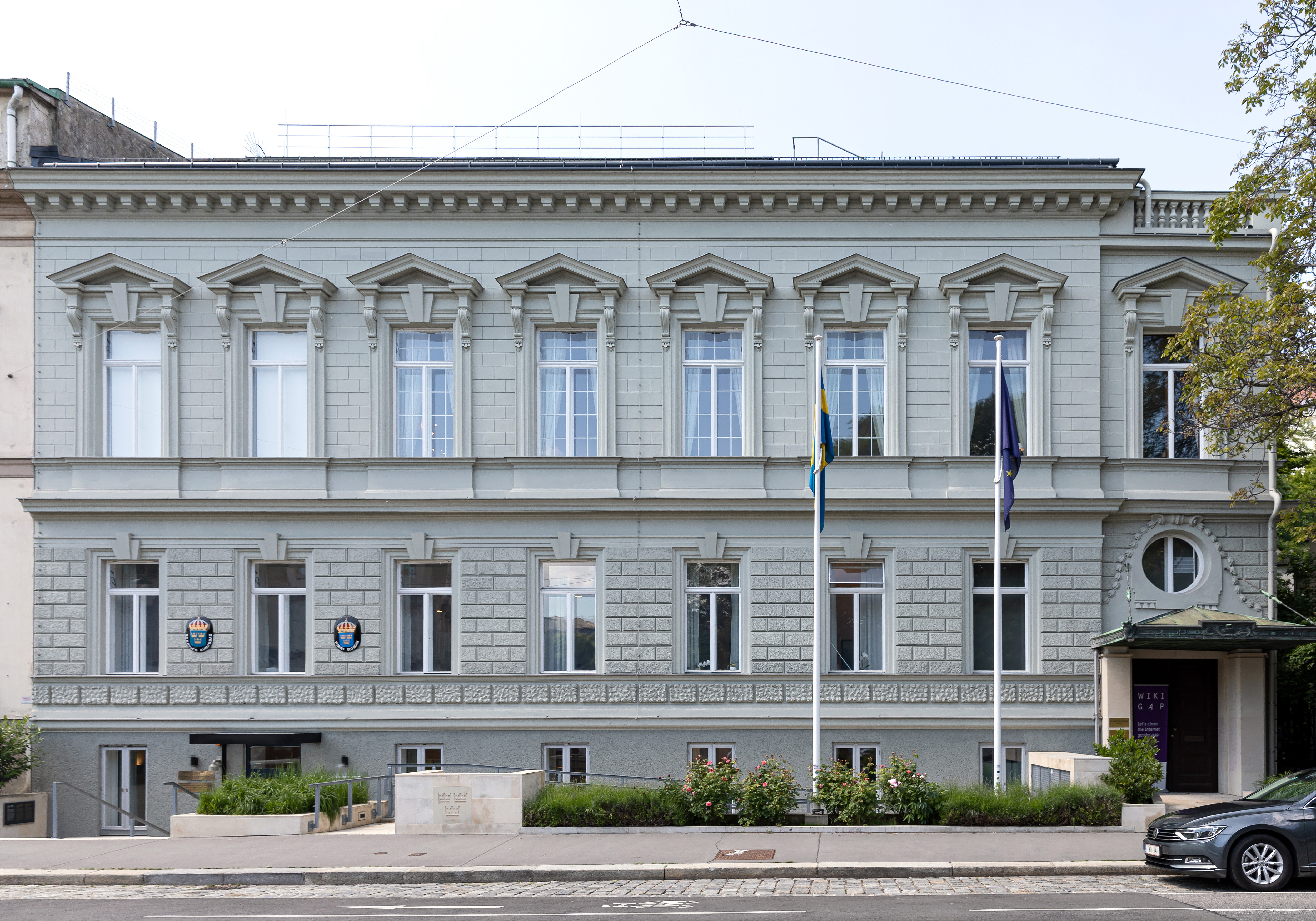
Palais Szeps (2019)
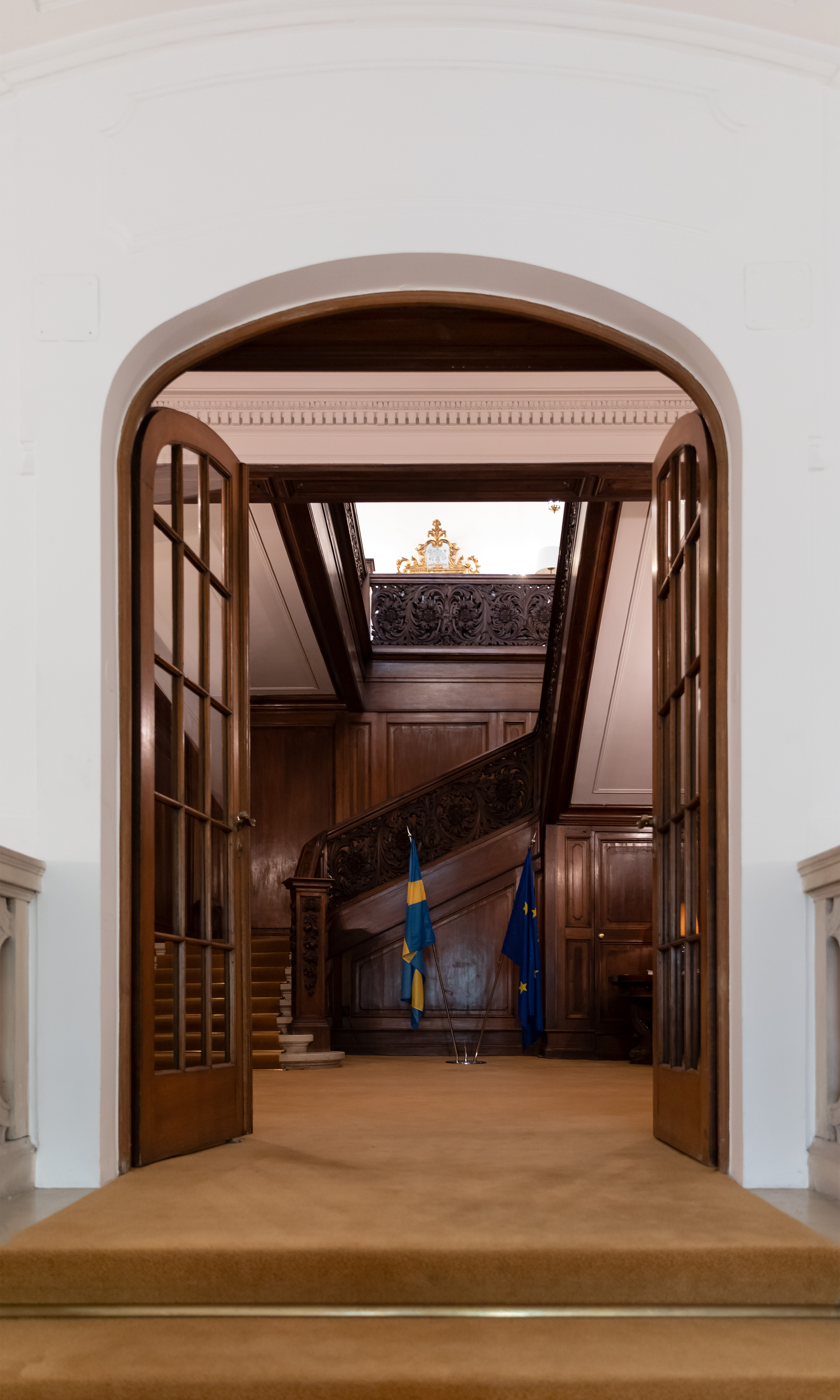
Escalier vers le premier étage